# Theope busbyi
Theope busbyi is een vlindersoort uit de familie van de prachtvlinders (Riodinidae), onderfamilie Riodininae.
Theope busbyi werd in 1998 beschreven door Hall, J.